# Carex serreana
Carex serreana är en halvgräsart som beskrevs av Hand.-mazz. Carex serreana ingår i släktet starrar, och familjen halvgräs. Inga underarter finns listade i Catalogue of Life.